# Абу Захарія Яхья аль-Ваттасі
Абу Закарія Яхья ібн Зіян аль-Ваттасі (араб. أبو زكرياء يحيى بن زيان الوطاس, Abū Zakarīyā' Yaḥyā ben Ziyān al-Waṭṭāsī; ? — 1448) — візир Марокканського султанату (1420—1448). Регент при малолітньому султанові Абді аль-Хакку ІІ. Засновник берберської Ваттасидської династії, з якої походили марокканські візирі й султани. Розгромив португальські війська Енріке Мореплавця під Танжером (1437). Також — Яхья І. У португальських хроніках — Лазераке (порт. Lazeraque). 
1448 року небіж Алі успадкував посаду візира, а 1458 року цю посаду отримав старший син Абу Захарії — Яхья, якого повалено 1459 року. Інший син Мухаммед у 1471 році став султаном Феса.